# M'Bamga
M'Bamga est une localité située dans le département de Dori de la province du Séno dans région Sahel au Burkina Faso.

## Santé et éducation
Les centres de soins les plus proches de M'Bamga sont le centre de santé et de promotion sociale (CSPS) et le centre hospitalier régional (CHR) de Dori.
Le village possède une école primaire publique.